# Onechanbara: Bikini Zombie Slayers
Onechanbara: Bikini Zombie Slayers (お姉チャンバラ?, Revolution OneeChanbara: Reboryūshon) è un videogioco del 2008 uscito in esclusiva per Nintendo Wii. Si tratta della versione per Wii di Onechanbara: Bikini Samurai Squad, videogioco uscito nel 2006 per Xbox 360.

## Modalità di gioco
Onechanbara: Bikini Zombie Slayers è un videogioco di genere hack and slash in cui si dovrà utilizzare le protagoniste Aya e Saki per eliminare orde di zombie. Lo stile di gioco è caratterizzato dall'uso combinato del Wii Remote e del Nunchuck.
La modalità "Storia" può essere giocata in giocatore singolo con le due protagoniste intercambiabili o in cooperativa con un'altra persona in split screen. Oltre alla modalità "Storia", vi è anche la modalità "Sopravvivenza", che prevede una sfida contro orde di nemici. Questa modalità è suddivisa in circuiti e ogni circuito contiene 16 piani. Una volta che tutti i 16 piani sono stati completati il circuito riparte con nemici sempre più difficili. Questa modalità può essere completata solo quando la modalità Storia è stata completata almeno una volta a qualsiasi difficoltà e con qualsiasi personaggio. La modalità Sopravvivenza può essere giocata sia in singolo che in multigiocatore in cooperativa con un'altra persona.

## Personaggi giocabili
- Aya: cresciuta dal padre ormai defunto e addestrata con la spada, Aya ha fatto del suo meglio per condurre una vita normale con la sua sorellastra Saki, ancora non a suo agio con la maledizione della stirpe "Baneful Blood". Il suo stile di combattimento consiste nel brandire due spade alla volta, il che favorisce la potenza delle sue tecniche di combattimento standard.
- Saki: sorellastra minore di Aya e discendente dalla stessa stirpe maledetta, Saki si è completamente ripresa dalle ferite riportate durante gli eventi di Onechanbara: Bikini Samurai Squad ma è preoccupata per la maledizione del "Baneful Blood". Il suo stile di combattimento si concentra su singolo bersaglio con attacchi di mano di estrema precisione e letalità.
- Reiko: uno dei nove cloni a "cifra singola" di Reiko Mizusaki (tutti gli altri cloni sono basati sui cloni a cifra singola e non sulla Reiko originale), si occupa di svolgere compiti investigativi e della raccolta di informazioni per combattere in auto-difesa ed è telepaticamente collegata a tutti gli altri cloni a cifra singola oltre che alla Reiko originale. Nonostante i metodi estremi che hanno messo i suoi cloni in conflitto con Aya e Saki, il vero scopo di Reiko non è solo quello di eliminare i non morti, ma anche quello di evitare che i discendenti della stirpe Baneful Blood possano in seguito tornare in vita. Lo stile di combattimento di Reiko nº 9 consiste nell'uso l'uso di armi da fuoco. Può essere sbloccata completando la modalità storia con Aya.
- Misery: essendo rianimata dal potere lasciato da Himiko (la nemesi di Aya e Saki in Onechanbara: Bikini Samurai Squad), questa ennesima discendente della stirpe "Baneful Blood" è interessata solo a vendicarsi di Aya e Saki. Il suo stile di combattimento è basato sull'utilizzo di una spada che si trasforma in una frusta, consentendole attacchi di ampia portata. Può essere sbloccata completando la modalità storia con Saki.

## Accoglienza
| Testata                           | Giudizio |
| --------------------------------- | -------- |
| Metacritic (media al 6-7-2024)    | 55/100   |
| GameRankings (media al 9-12-2019) | 53.62%   |
| Famitsū                           | 26/40    |
| Game Informer                     | 6/10     |
| GameSpot                          | 3/10     |
| GameTrailers                      | 4.6/10   |
| GameZone                          | 6.5/10   |
| IGN                               | 6.9/10   |
| Nintendo Power                    | 6.5/10   |
| Official Nintendo Magazine        | 71%      |
| VideoGamer.com                    | 4/10     |
| X-Play                            | 1/5      |
| 411Mania                          | 5.8/10   |

Onechanbara: Bikini Zombie Slayers ha ricevuto recensioni mediamente insufficienti, con una valutazione media, secondo gli aggregatori GameRankings e Metacritic, rispettivamente del 53.62% e di 55/100.
Il gioco è stato valutato con un voto sufficiente da Famitsū (26/40), Game Informer (6/10), GameZone (6.5/10), IGN (6.9/10), Nintendo Power (6.5/10) e da Official Nintendo Magazine (71%).
È stato tuttavia recensito negativamente da GameSpot (3/10), GameTrailers (4.6/10), VideoGamer.com (4/10), X-Play (1/5) e da 411Mania (5.8/10).